# Pietro Scoppetta
Pietro Scoppetta (Amalfi, 15 febbraio 1863 – Napoli, 10 febbraio 1920) è stato un pittore italiano.

## Biografia
Dedicatosi inizialmente agli studi di architettura, li abbandonò per formarsi artisticamente, sotto la guida di Giacomo Di Chirico.
Residente a Napoli, a partire dal 1891, ebbe occasione di vivere in un clima di forti movimenti di evoluzione culturale, coincidenti con il mutare della fisionomia urbana a seguito del controverso Piano di Risanamento, voluto dai Savoia. Da un lato, infatti si assisteva alla creazione di nuovi quartieri abitativi, e dall'altro alla costruzione di opere pubbliche di grande impatto, come la Galleria Umberto I e il Palazzo della Borsa.
In questo contesto, Pietro Scoppetta si mosse abilmente, dando prova di grande talento soprattutto nella rappresentazione della natìa costa di Amalfi e della Valle dei Mulini. Con le sue opere partecipò a diverse esposizioni della Società Promotrice di Napoli.
L'attività della città si esprimeva anche nella nascita di eleganti punti di aggregazione culturale, quali il café-chantant Salone Margherita e il Caffè Gambrinus, che divennero presto punti di riferimento della Belle Époque napoletana. Proprio il Gambrinus gli fornì un'importante occasione di mostrare le proprie capacità, quando nel periodo 1889-1890 fu chiamato ad affrescarne le volte con altri pittori di punta dell'ambiente napoletano dell'epoca (Luca Postiglione, Vincenzo Volpe, Edoardo Matania, Attilio Pratella, Giuseppe Alberto Cocco, Giuseppe Casciaro, Giuseppe Chiarolanza, Gaetano Esposito, Vincenzo Migliaro, Vincenzo Irolli e Vincenzo Caprile).

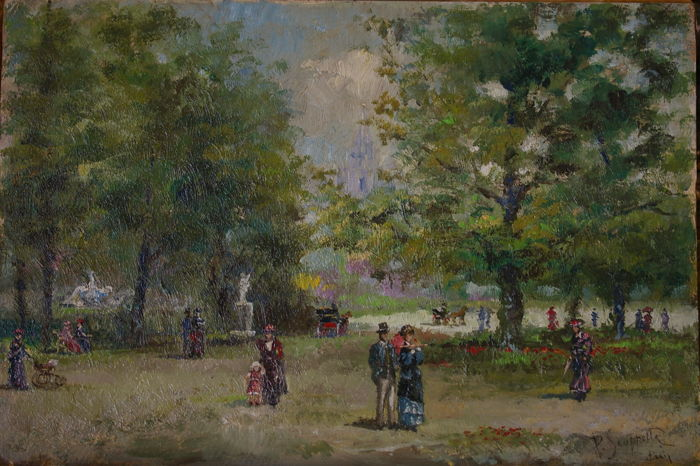
Passeggiata nel giardino

Come altri artisti precedenti e contemporanei, che accanto all'attività pittorica principale svolgevano una professione alternativa, lavorò come illustratore per le riviste la Cronaca partenopea, La tavola rotonda e Illustrazione Italiana, operando alle dipendenze della casa editrice Treves.
Nonostante il successo commerciale e di critica, che lo portò ad avere in qualità di estimatori delle sue opere il re Umberto I e il principe di Sirignano, Scoppetta decise di lasciare l'Italia alla volta dell'estero, e soggiornò a lungo a Londra e a Parigi.
Nella capitale francese, dove dimorò tra il 1897 e il 1903, si inserì nella folta schiera di pittori partenopei, attratti dalle suggestioni borghesi della Belle Époque, tra cui ricordiamo Lionello Balestrieri, Arnaldo De Lisio, Ulisse Caputo, Raffaele Ragione e Vincenzo La Bella, e inserendosi nel filone di artisti italiani filoimpressionisti, dei quali fu grande precursore Giuseppe De Nittis.
Dall'esperienza francese ritenne elementi importanti dell'impressionismo, che fece confluire e amalgamò nella sua tecnica pittorica con le tinte vivaci della scuola napoletana.
Il periodo parigino vide anche un netto cambiamento dei soggetti dei suoi dipinti. Abbandonate infatti le rappresentazioni paesistiche, che ne avevano caratterizzato la carriera precedente, si rivolse alla rappresentazione della vita borghese, nella quale individuava gli elementi di ottimismo e di tensione al futuro che più si addicevano alla sua indole.

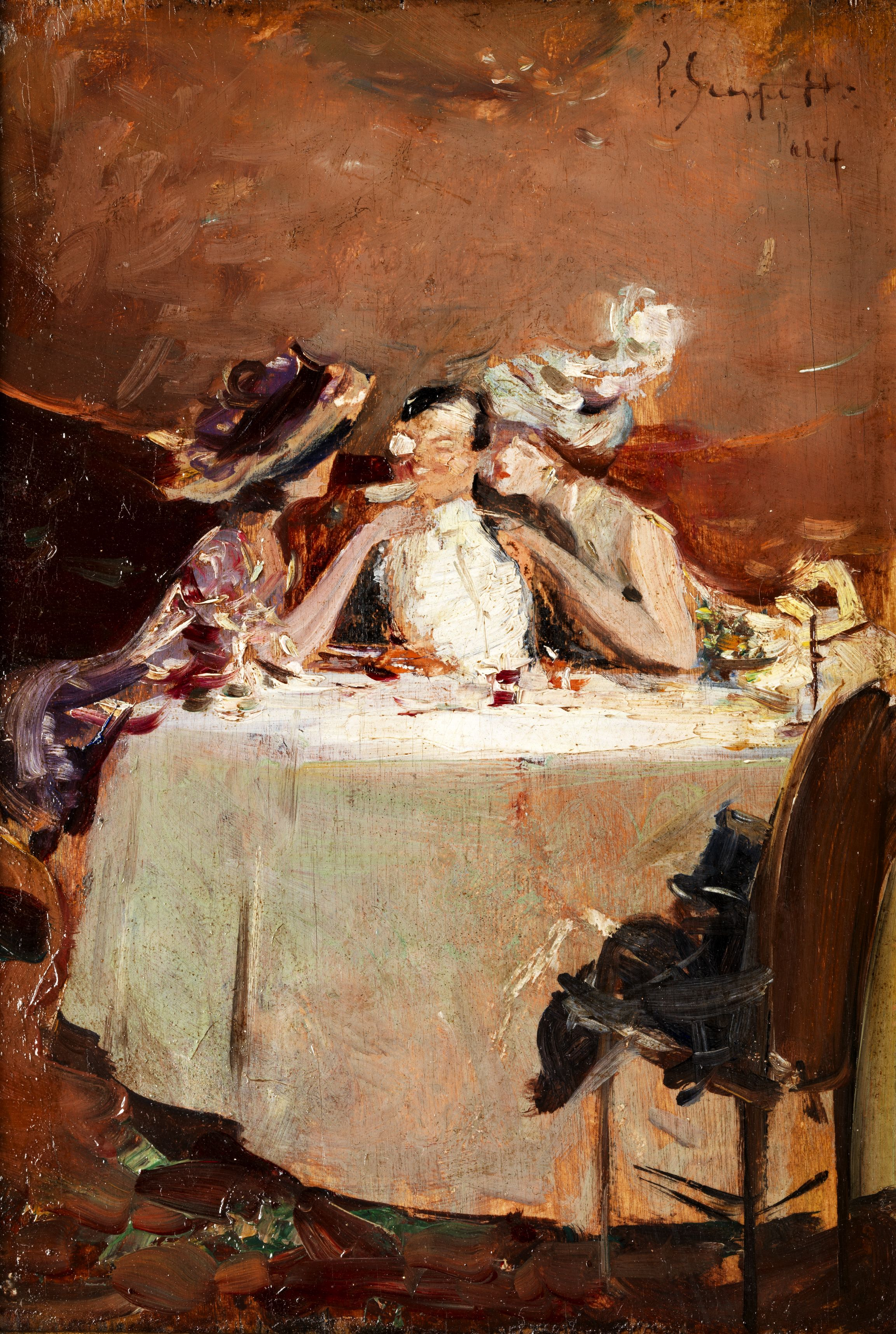
Café

Dopo il 1910 lasciò Parigi per Roma, dove frequentò a lungo l'abitazione dell'amico Pietro Carrara e di sua moglie, la marchesa Maria Valdambrini.
Alla sua morte, la Biennale di Venezia del 1920 gli dedicò una sala personale dove furono esposti trentacinque dipinti.
Oltre ad eccellere nell'attività pittorica, Scoppetta fu anche poeta. Sotto lo pseudonimo di Pictor Petrus pubblicò nel 1919 a Napoli la raccolta "Ritmi del cuore". Il filone guida dell'opera è lo struggimento d'amore, riflesso letterario di un vero amore che l'artista coltivò in età già avanzata per una giovane allieva. La delicatezza del sentimento provato da Scoppetta è espressa in alcuni versi:
Ma tu venisti tardi; io troppo presto.

Tu sali ora nel treno ed io ne scendo;

ed è un viaggio che non si rifà.

Pochi minuti di fermata.

Il tempo di guardarsi per gli occhi

dentro l'anima e dirsi:

Buon viaggio, Buon riposo!…»

## Opere nei musei
- Museo civico di Castel Nuovo di Napoli con le opere: Ritratto della principessa (1911), Marina.
- Pinacoteca Comunale di Porto Recanati con l'opera: Ritratto di signora.
- Pinacoteca De Nittis di Barletta con le opere: Il pittore Attilio Pratella e l'autoritratto di Pietro Scoppetta, Parigi - Caffè Chantant, Confidenza.
- Museo nazionale di Capodimonte di Napoli con l'opera: La valle dei Mulini di Amalfi
- Galleria dell'Accademia di belle arti di Napoli con l'operaː Venezia, olio su tavola, 14,5x22 cm.[1]